# Trois pièces (Boulanger)
Pour les articles homonymes, voir Trois pièces.
Trois pièces est une œuvre pour violoncelle et piano de Nadia Boulanger.

## Présentation
Les Trois pièces pour violoncelle et piano sont composées entre 1911 et 1913. Deux des trois pièces consistent en un arrangement pour violoncelle et piano de deux pièces pour orgue ou harmonium composées en 1911 à destination des Maîtres contemporains de l'orgue, Petit Canon et Improvisation (NB 43).
Le manuscrit de l'ensemble est conservé à la BnF (Vma. ms. 1150 (1-3)).
La partition est publiée par Heugel, copyright 1915, cotage H.&Cie 26533, 26534 et 26535. Le bulletin de déclaration à la SACEM est signé et daté « Nadia Boulanger, Paris, 21 mars 1914 ». La compositrice y indique : « Trois pièces pour violoncelle et piano dont deux ont paru pour orgue chez Sénart / Les titres ne sont pas définitifs : Petit Canon / Improvisation / Danse. À la gravure ».

## Création
Deux des Trois pièces sont données en première audition à Paris, le 18 novembre 1913, lors d'une soirée musicale au palais d'Orsay, par Fernand Pollain et Nadia Boulanger, sous le titre Deux Petites Pièces pour violoncelle [Improvisation et Danse espagnole]. Ces deux pièces sont reprises le 6 décembre 1913 à Paris, lors d'un concert donné par Fernande Reboul salle Pleyel, avec Nadia Boulanger au piano, sous le titre Deux pièces, puis le 17 décembre 1915 au Petit Palais des Champs-Élysées par M. Audigio et Nadia Boulanger, sous le titre Deux pièces pour violoncelle, lors d'une séance dédiée aux Poilus, autour de l'exposition des « Cocardes de Mimi-Pinson » organisée par Gustave Charpentier.
L'ensemble des Trois Pièces est créé le 21 mars 1920 à Paris, salle de la Schola cantorum, par Edwige Bergeron et la compositrice au piano.

## Structure
Les Trois Pièces sont :
1. Modéré, en mi bémol mineur, transcription d'Improvisation[1] ;
2. Sans vitesse et à l’aise, en la mineur, transcription de Petit Canon[1] ;
3. Vite et nerveusement rythmé, en do dièse mineur.

## Commentaires
Les Trois pièces pour violoncelle et piano sont d'une durée moyenne d'exécution de sept minutes environ.
Pour le Palazzetto Bru Zane, « l'expressivité sereine de la première ; la douce mélancolie de la deuxième ; ou encore l'espièglerie de la dernière, semblent autant d'échos à la musique de chambre de Gabriel Fauré. Ils font également regretter que la compositrice se soit si peu exprimé dans ce domaine. »
Dans le catalogue des œuvres de Nadia Boulanger établi par la musicologue Alexandra Laederich, Trois Pièces porte le numéro NB 45.

## Discographie
- Mademoiselle - Première Audience : Unknown Music of Nadia Boulanger, Amit Peled (violoncelle) et Lucy Mauro (piano), Delos DE 3496, 2 CD, 2017[4].
- « Dear Mademoiselle »: A Tribute to Nadia Boulanger, Astrig Siranossian (violoncelle) et Daniel Barenboim (piano), Alpha 635, 2020[5].
- Les heures claires : The Complete Songs : Nadia & Lili Boulanger, Emmanuelle Bertrand (violoncelle) Anne de Fornel (piano), Harmonia Mundi HMM 902356.58, 3 CD, 2023[6].